# Amphibolis antarctica
Amphibolis antarctica är en enhjärtbladig växtart som först beskrevs av Jacques-Julien Houtou de La Billardière, och fick sitt nu gällande namn av Paul Friedrich August Ascherson. Amphibolis antarctica ingår i släktet Amphibolis och familjen Cymodoceaceae. IUCN kategoriserar arten globalt som livskraftig. Inga underarter finns listade.

## Bildgalleri

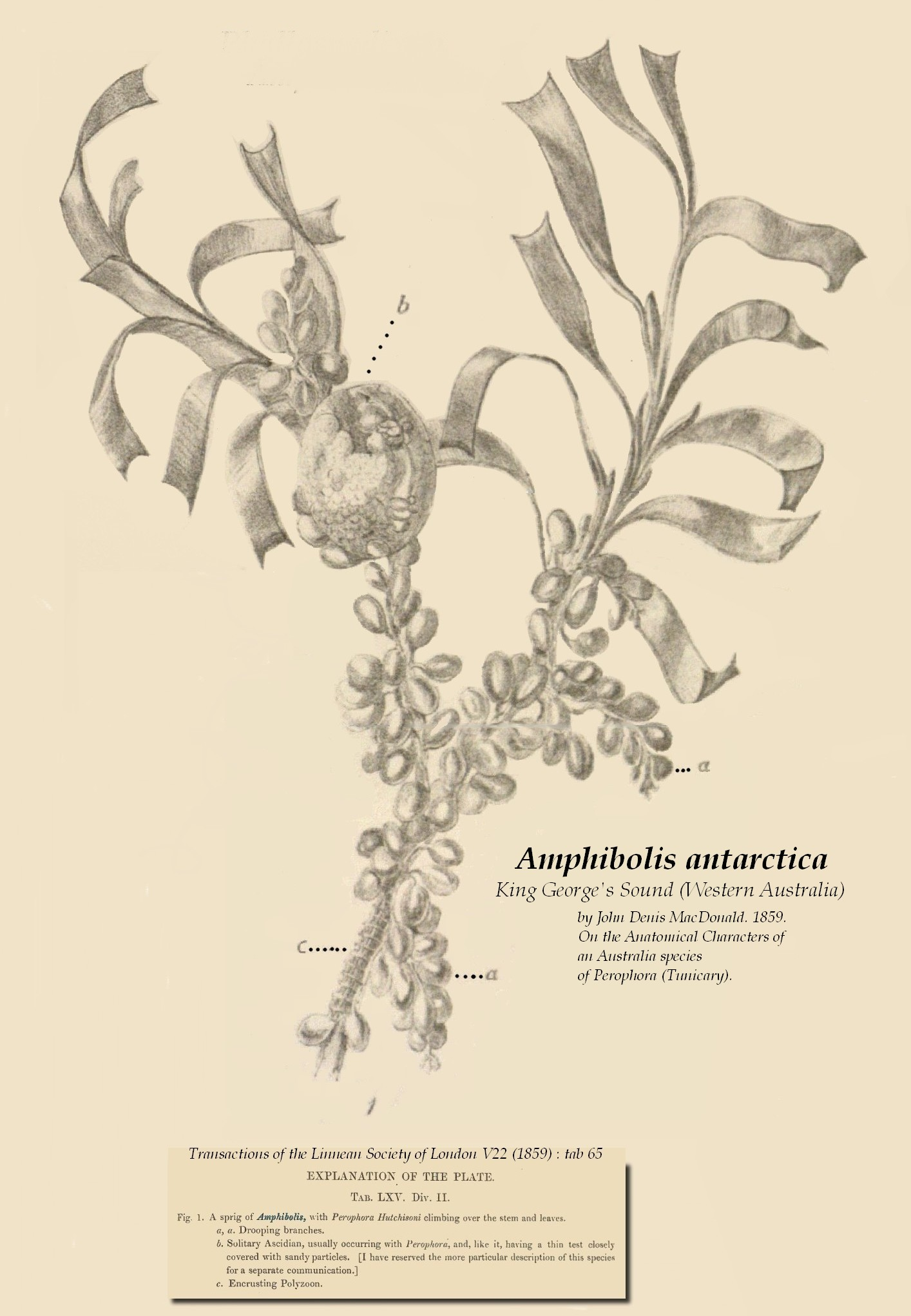
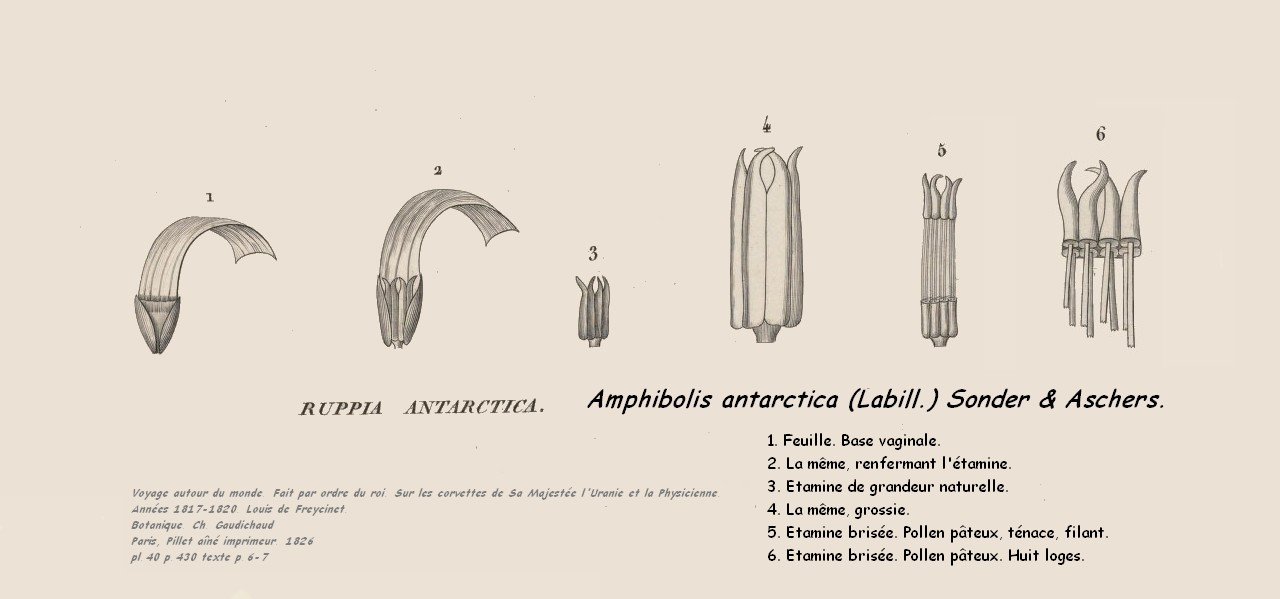